# Nereu

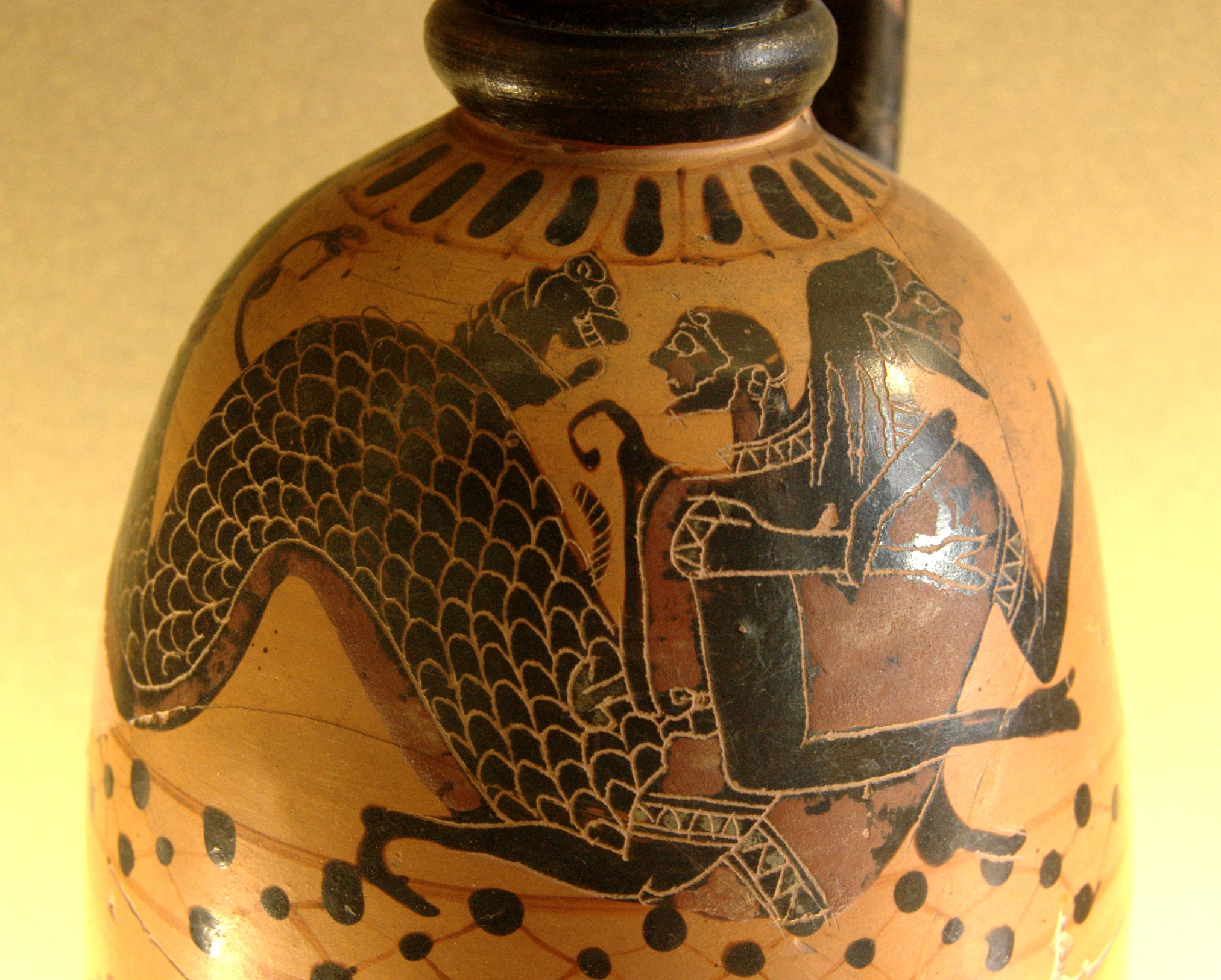
Heracles i Nereu (vas ceràmic grec, circa 590 aC, Museu del Louvre, París).

Nereu (en grec antic Νηρεύς) va ser un déu marí, fill de Pontos, l'ona marina, i de Gea, la Terra i, per tant, germà de Taumant, de Forcis, de Ceto i d'Euríbia. És un dels «vells del mar».
Casat amb l'Oceànida Doris, fou pare de les Nereides. A més, la tradició coneix un fill seu, Nèrites.
Més antic que Posidó, que és de la generació dels déus olímpics, Nereu és una de les divinitats elementals del món. Com quasi totes les divinitats marines, Nereu té la facultat de canviar de forma, i convertir-se en qualsevol mena d'animal o d'ésser. Va fer servir aquest poder per intentar evadir les preguntes d'Hèracles sobre com arribar al país de les Hespèrides.
Generalment es considera benefactor i benèvol pels mariners. Se'l representava barbut, amb barba blanca, cavalcant un tritó i amb un trident a la mà. Habitava en un palau al fons de l'Egeu i tenia el do de la profecia, que emprava en diversos mites heroics.